# Kostołomszczyzna
Kostołomszczyzna – dawna wieś. Tereny, na których leżała, znajdują się obecnie na Białorusi, w obwodzie mińskim, w rejonie mołodeckim, w sielsowiecie Olechnowicze.

## Historia
W czasach zaborów wieś w powiecie wilejskim, w guberni wileńskiej Imperium Rosyjskiego.
W latach 1921–1945 wieś leżała w Polsce, w województwie wileńskim, w powiecie wilejskim, od 1927 roku w powiecie mołodeczańskim, w gminie Gródek.
Według Powszechnego Spisu Ludności z 1921 roku zamieszkiwały tu 34 osoby, 28 było wyznania rzymskokatolickiego, 6 prawosławnego. Jednocześnie 23 mieszkańców zadeklarowało polską a 11 białoruską przynależność narodową. Było tu 6 budynków mieszkalnych. W 1931 w 6 domach zamieszkiwało 31 osób.
Wierni należeli do parafii rzymskokatolickiej w Dubrowej i parafii prawosławnej w Uszy. Miejscowość podlegała pod Sąd Grodzki w Rakowie i Okręgowy w Wilnie; właściwy urząd pocztowy mieścił się w Gródku.